# Villemort
Villemort ist eine französische Gemeinde mit 101 Einwohnern (Stand: 1. Januar 2022) im Département Vienne in der Region Nouvelle-Aquitaine; sie ist Teil des Arrondissements Montmorillon und des Kantons Montmorillon (bis 2015: Kanton Saint-Savin). Die Einwohner werden Villemortois genannt.

## Geografie
Villemort liegt etwa 48 Kilometer ostnordöstlich von Poitiers. Umgeben wird Villemort von den Nachbargemeinden Béthines im Norden und Osten, Haims im Süden, Antigny im Westen und Südwesten sowie Saint-Germain im Nordwesten.

## Bevölkerungsentwicklung
| Jahr                      | 1962 | 1968 | 1975 | 1982 | 1990 | 1999 | 2006 | 2013 |
| Einwohner                 | 131  | 159  | 165  | 152  | 122  | 114  | 113  | 106  |
| Quelle: Cassini und INSEE |      |      |      |      |      |      |      |      |

## Sehenswürdigkeiten

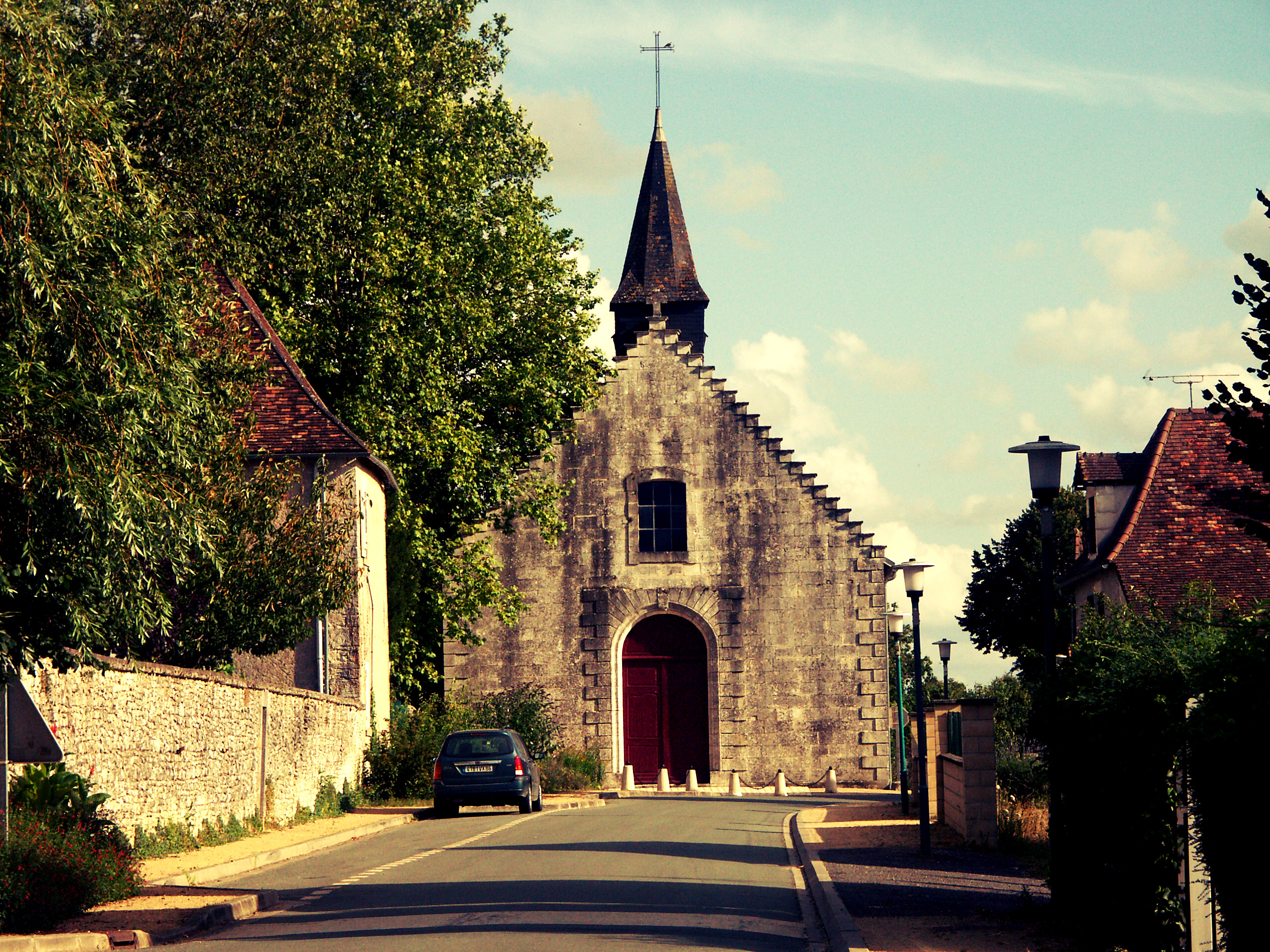
Kirche Saint-Maixent

- Kirche Saint-Maixent